# 塞古
塞古（法語：或Seku、Segu）是马里中南部的一座城市，位于尼日尔河沿岸，为塞古區的首府。在巴马科东北大约235千米处。城市在1620年由博若人建立，距离现在城镇所在地大约10千米。塞古是马里第三大城市，定居人口大约100,000人。马里最大的纺织业者马里纺织公司总部位于该市。

## 地理
塞古距巴马科240 千米，面积947 km²。该地区东南部与布基纳法索相接，北部与毛里塔尼亚相接，东部与马里的莫普提相接。

## 友好城市
- 昂古莱姆
- 里士满